# Derewiane
Derewiane (ukr. Дерев'яне, Derewjane) – wieś na Ukrainie, w obwodzie rówieńskim, w rejonie rówieńskim, w hromadzie Zoria. W 2001 liczyła 757 mieszkańców, wśród których 744 wskazało jako ojczysty język ukraiński, a 13 rosyjski.
W okresie międzywojennym wieś znajdowała się w granicach II RP, wchodząc w skład gminy Klewań w powiecie rówieńskim, w województwie wołyńskim.